# San Pedro (Turrubares)
San Pedro è un distretto della Costa Rica facente parte del cantone di Turrubares, nella provincia di San José.